# رون فيري
رون فيري (بالإنجليزية: Ron Ferri)‏ هو فنان أمريكي، ولد في 19 أغسطس 1932 في رود آيلاند في الولايات المتحدة، وتوفي في 13 يونيو 2019.